# Mbawala
Mbawala ist ein Verwaltungsbezirk (Ward) des Distrikts Mtwara in der tansanischen Region Mtwara.

## Geografie
Mbawala liegt im Südosten von Tansania, etwa 15 Kilometer südwestlich der Regionshauptstadt Mtwara.
Das Klima in Mbawala ist tropisch. Im Jahresdurchschnitt regnet es 992 Millimeter mit einem Maximum im März mit 225 Millimetern. Die Monate Juni bis September sind sehr trocken. Die Temperatur schwankt zwischen 23,7 Grad Celsius im Juli und 26,7 Grad im Dezember.
Die Fläche des Bezirks beträgt 147 Quadratkilometer. Bei der Volkszählung 2022 lebten hier 10.061 Menschen in 2873 Haushalten.

## Gliederung
Der Bezirk besteht aus neun Gemeinden (Mtaa) mit 36 Orten (Kitongoji):
| Mduwi - Mduwi - Njia Panda - Mpeme - Machiko | Nachenjele - Sokoni - Mahuta - Shangani - Msikitini | Mbawala - Nahyangadi - Mitolodi - Shuleni - Zahanati | Makome - Makome A - Kimbindu - Kipala - Nang'amba | Makome B - Makome B - Mkomaindo - Majengo - Mtungwe | Maili Kumi - Maili Kumi - Maliasili - Rizika - Mbanja | Mwindi - Namikoli - Simu - Bwawani - Mwindi | Mihembe - Mihembe - Livanda - Rudipe - Lipula | Ching'olola - Ching'olola - Mnakole chinji - Chaika - Kilakali |

## Infrastruktur
- Gesundheit: Im Bezirk gibt es drei staatliche Apotheken, je eine in den Orten Mbawala,[7] Makome A[8] und Makome B.[9]